# طوفان (فیلم ۲۰۰۵)
«طوفان» (انگلیسی: Storm (2005 film)) فیلمی در ژانر فانتزی است که در سال ۲۰۰۵ منتشر شد.